# ネルソン・デミル

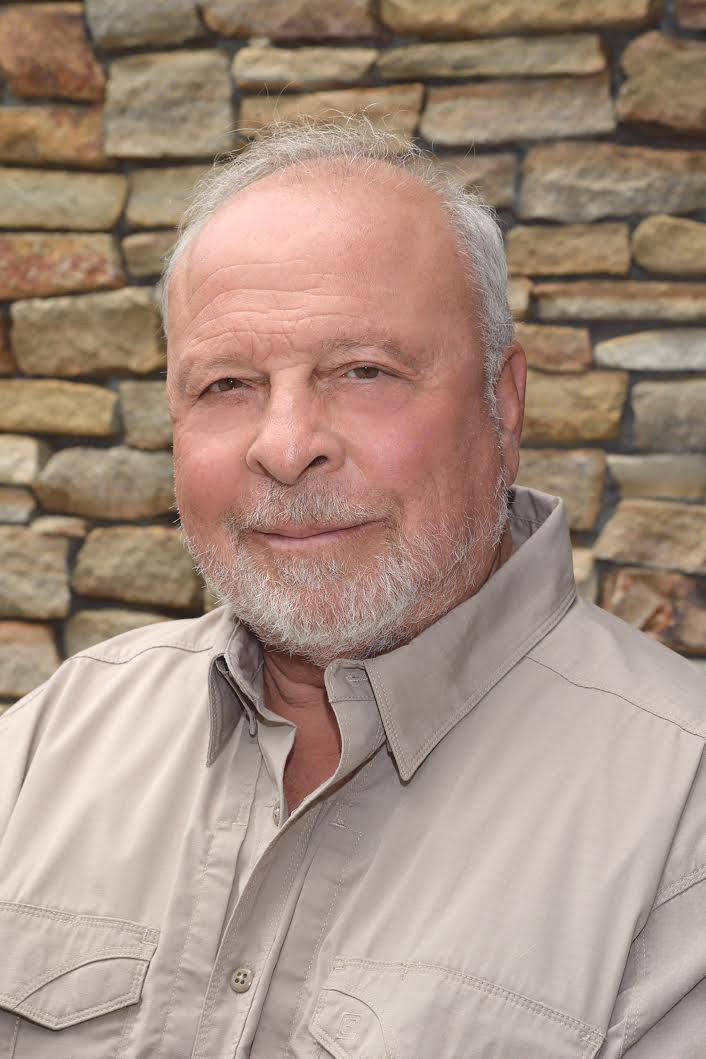
デミル

ネルソン・デミル（Nelson Richard DeMille、1943年8月23日 - 2024年9月17日）は、アメリカ合衆国の作家。メンサ（MENSA）のメンバーでもある。
別筆名にJack Cannon（ジャック・キャノン）、Kurt Ladner（カート・ラドナー）、Brad Matthews（ブラッド・マシューズ）などがある。
有名作家となってからは高級住宅地であるガーデンシティに暮らすが、生まれも育ちもロングアイランドであり、この地区を背景とした作品も多い。

## 略歴
ニューヨーククイーンズ区ジャマイカ地区の生まれ。
エルモント・メモリアル・ハイスクールに通い、ホフストラ大学で3年を過ごす。アメリカ合衆国陸軍中尉としてベトナム戦争で実戦を経験。
2024年9月17日の夜、ミネオラのニューヨーク大学附属病院でステージ4の食道癌により死去。81歳没。

## 作品リスト

### シリーズ作品

#### ゴールド・コースト
- 『ゴールド・コースト』上・下（The Gold Coast (1990)、上田公子訳、文春文庫）
- 『ゲートハウス』上・下（The Gate House (2008)、白石朗訳、講談社文庫）

#### ジョン・コーリー・シリーズ
- 『プラムアイランド』上・下（Plum Island (1997)、上田公子訳、文春文庫）
- 『王者のゲーム』上・下（The Lion's Game (2000)、白石朗訳、講談社文庫）
- 『ナイトフォール』上・下（Night Fall' (2004)、白石朗訳、講談社文庫）
- 『ワイルドファイア』上・下（Wild Fire (2006) 、白石朗訳、講談社文庫）
- 『獅子の血戦』上・下（The Lion (2010)、白石朗訳、講談社文庫）
- The Panther (2012) ※ポール・ブレナー(下記）との共演作品

#### ポール・ブレナー・シリーズ
- 『将軍の娘/エリザベス・キャンベル』上・下（The General's Daughter (1992) 、上田公子訳、文春文庫）
- 『アップ・カントリー　兵士の帰還』上・下（Up Country (2002)、白石朗訳、講談社文庫）

### ノン・シリーズ
- The Sniper (1974)
- The Hammer of God (1974)
- The Agent of Death (1975)
- The Smack Man (1975)
- The Cannibal (1975)
- The Night of the Phoenix (1975)
- Hitler's Children: The True Story of Nazi Human Stud Farms (1976) (Kurt Ladner 名義)
- Killer Sharks: The Real Story (1977) (Brad Mathews 名義)
- 『バビロン脱出』上・下（By the Rivers of Babylon (1978) 、北村太郎訳、ハヤカワ文庫）
- 『超音速漂流』（Mayday (1998)、トマス・ブロック共著、村上博基訳、文春文庫）
- 『ニューヨーク大聖堂』上・下（Cathedral (1981)、白石朗訳、講談社文庫）
- The Talbot Odyssey (1984)
- 『誓約』上・下（Word of Honor (1985)、永井淳訳、文春文庫）
- 『チャーム・スクール』上・下（The Charm School (1988)、田口俊樹訳、文春文庫）
- 『スペンサーヴィル』上・下（Spencerville (1994)、上田公子訳、文春文庫）
- The Quest (2013)